# ذراع المقوام الاسفل (يهر)

تعديل مصدري - تعديل

ذراع المقوام الاسفل هي إحدى قرى عزلة يهر بمديرية يهر التابعة لمحافظة لحج، بلغ تعداد سكانها 65 نسمة حسب تعداد اليمن لعام 2004.